# 현충일
현충일(顯忠日)은 순국선열, 참전용사 및 전몰장병, 순직 공무원 등의 넋을 기리고 얼을 위로하기 위하여 지정된 대한민국의 중요한 추모일이자 법정공휴일이다. 
휴전 이후 육군, 공군, 해군이 각각 전몰 장병 추도식을 거행하던 것을 1956년 동작동에 국군묘지를 새로 단장한 후, 정부 주최로 전몰 장병 추도식을 거행하기로 국무회의에서 의결하였고 6.25가 발발한 달인 6월 중에 하루를 골라 기념일로 지정했다. 이후 국군묘지가 국립묘지로 격상되면서 추모 대상도 전몰 국군장병을 포함해 나라를 위하여 목숨을 바친 모든 분들로 범위가 확대되었고 이후 순국선열들의 넋을 위로하고 그 충절을 추모하는 행사로 발전하였다.
현충일에는 관공서 뿐만 아니라 각 가정, 민간 기업, 각종 단체에서 조기(弔旗)를 게양한다. 
대통령 이하 3부 요인하고 국민들은 국립묘지를 참배하고, 오전 10시 정각에 전 국민이 경건한 마음으로 명복을 비는 묵념을 1분 동안 행한다. 
1970년 6월 15일 '관공서의 공휴일에 관한 규정'을 대통령으로 공포하여 공휴일로 정하였다.

## 지정 배경
1956년 4월 19일의 "관공서의 공휴일에 관한 건"(대통령령 제1145호) 및 1956년 4월 25일 "현충 기념일에 관한 건"(국방부령 제27호)
에서 "현충 기념일"로 지정되었으며, 1965년 3월 30일 "국립 묘지령"(대통령령 제2092호) 제17조에 의거 연1회 현충식을 거행하게 되었다.

## 같이 보기
- 대한민국의 기념일
- 대한민국의 공휴일
- 세계의 기념일
  - 국민 애도의 날
  - 영령 기념일
  - 메모리얼 데이
  - 유럽에서의 승리의 날(V-E 데이)
  - 앤잭 데이

## 참고 문헌
- 이 문서에는 다음커뮤니케이션(현 카카오)에서 GFDL 또는 CC-SA 라이선스로 배포한 글로벌 세계대백과사전의 내용을 기초로 작성된 글이 포함되어 있습니다.